# Quartier Midi-Lemonnier
Le quartier Midi-Lemonier (en néerlandais : Zuid-Lemonnierwijk ou Lemonnier-Zuidwijk) est un quartier du sud du Pentagone dans la ville de Bruxelles en Belgique.

## Histoire
C’est au cœur de ce quartier, à l’endroit où se trouve aujourd’hui la place Rouppe, qu’était située dès 1839 la première gare bruxelloise à destination du sud, terminus de la ligne du Midi, appelée gare des Bogards, en souvenir du couvent du même nom à l’emplacement duquel elle était construite et auquel la rue des Bogards est de nos jours seule à faire référence. La présence d’une gare à cet endroit est l’explication de la largeur inhabituelle de l’actuelle avenue de Stalingrad, qui va de la place Rouppe à la petite ceinture, débarrassée de ses voies ferrées depuis l’inauguration de la gare du Midi construite en dehors du Pentagone en 1869. À la même époque, à la suite du voûtement de la Senne, le quartier voit la construction dans un style haussmannien des grands boulevards du centre, dont le boulevard Maurice Lemonnier, bordé par les places Fontainas et Anneessens (emplacement de l’ancien Vieux Marché) et par le palais du Midi. Le palais du midi a été élevé entre 1887 et 1880, dans le but d'en faire un centre commercial. Il abrite aujorud'hui le principal centre sportif de la ville. Aux alentours de la Gare du Midi et de son célèbre marché hebdomadaire du dimanche midi et de la Foire du Midi, c'est un quartier très vivant et multiculturel, avec les grands boulevards du Midi et Lemonnier, la place Stalingrad, le palais du Midi (nombreuses salles de sport...). Il est en pleine mutation et rénovation avec notamment le projet d'une nouvelle station pour le Métro 3, baptisée Toots Thielemans.

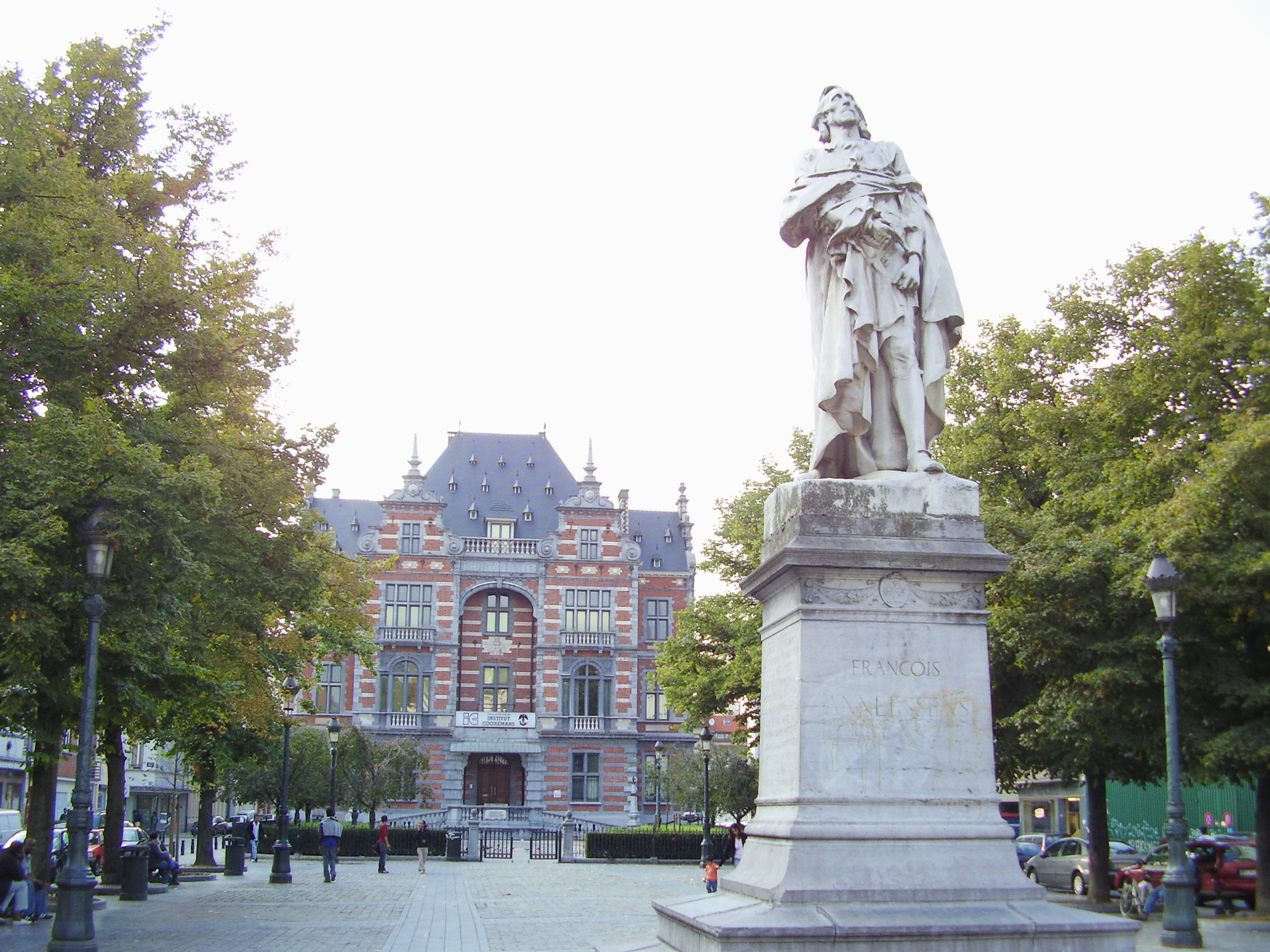
Place Anneessens et Institut Lucien Cooremans.
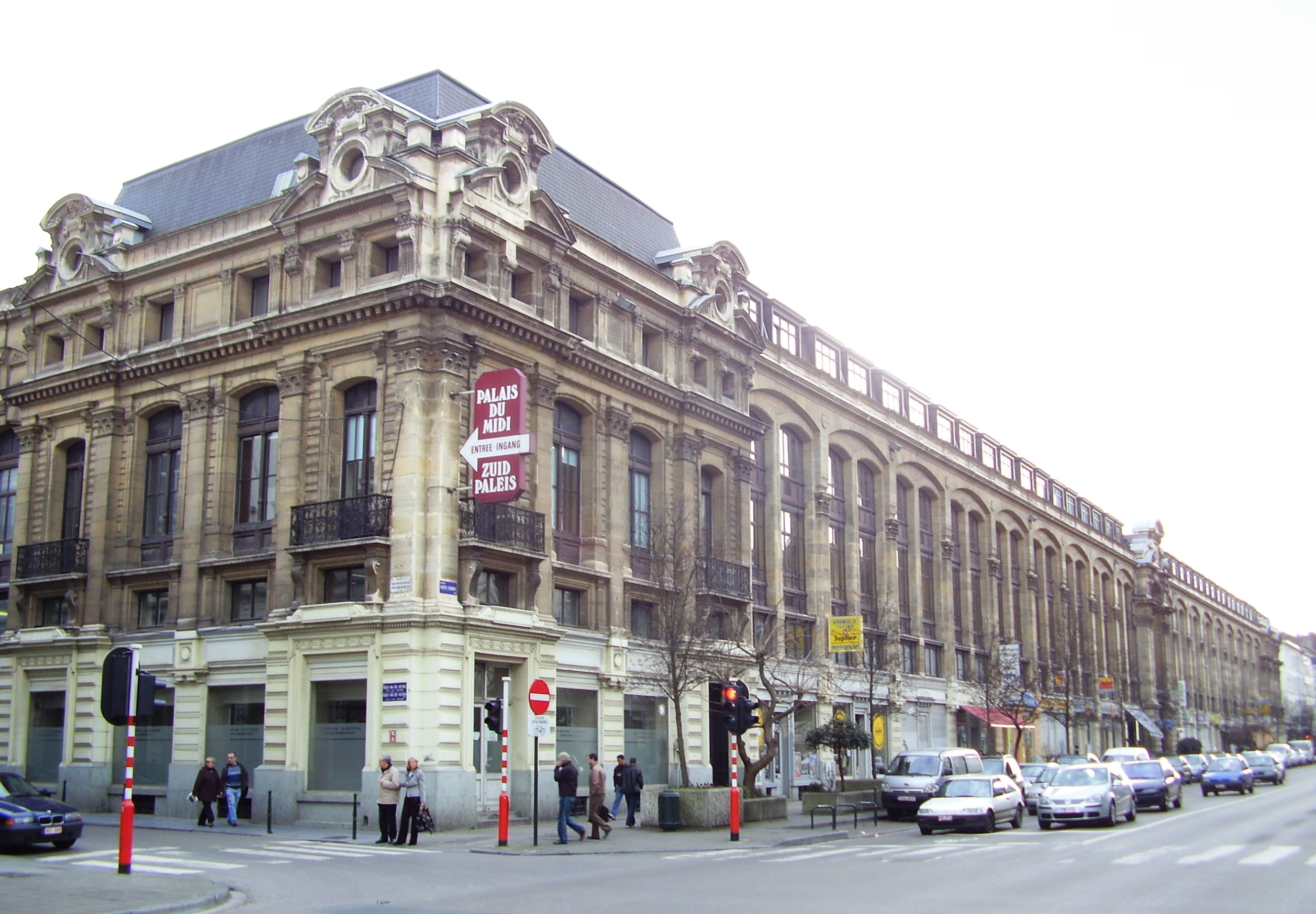
Boulevard Maurice Lemonnier et palais du Midi.
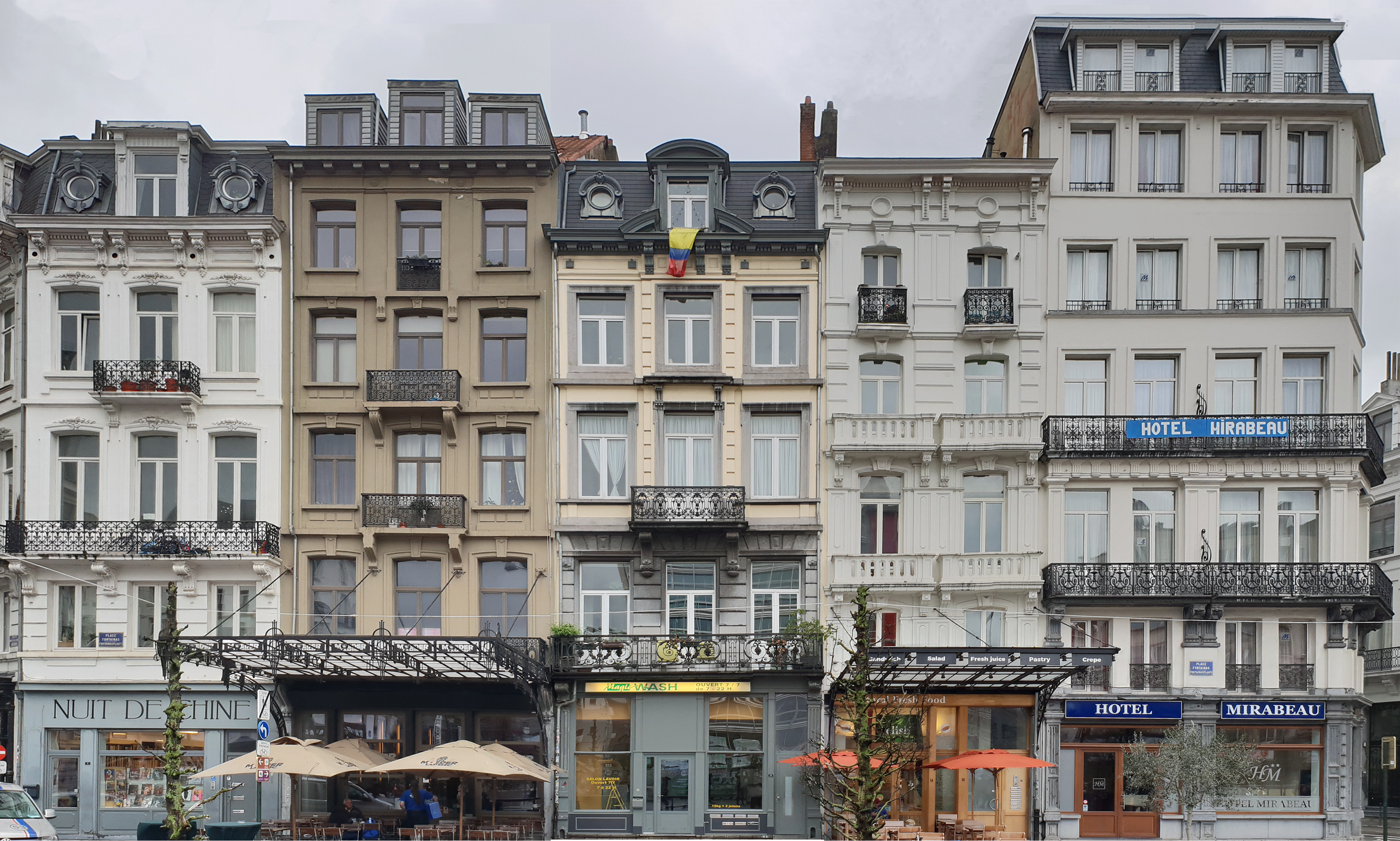
Place Fontainas.